# Vedat Dalokay

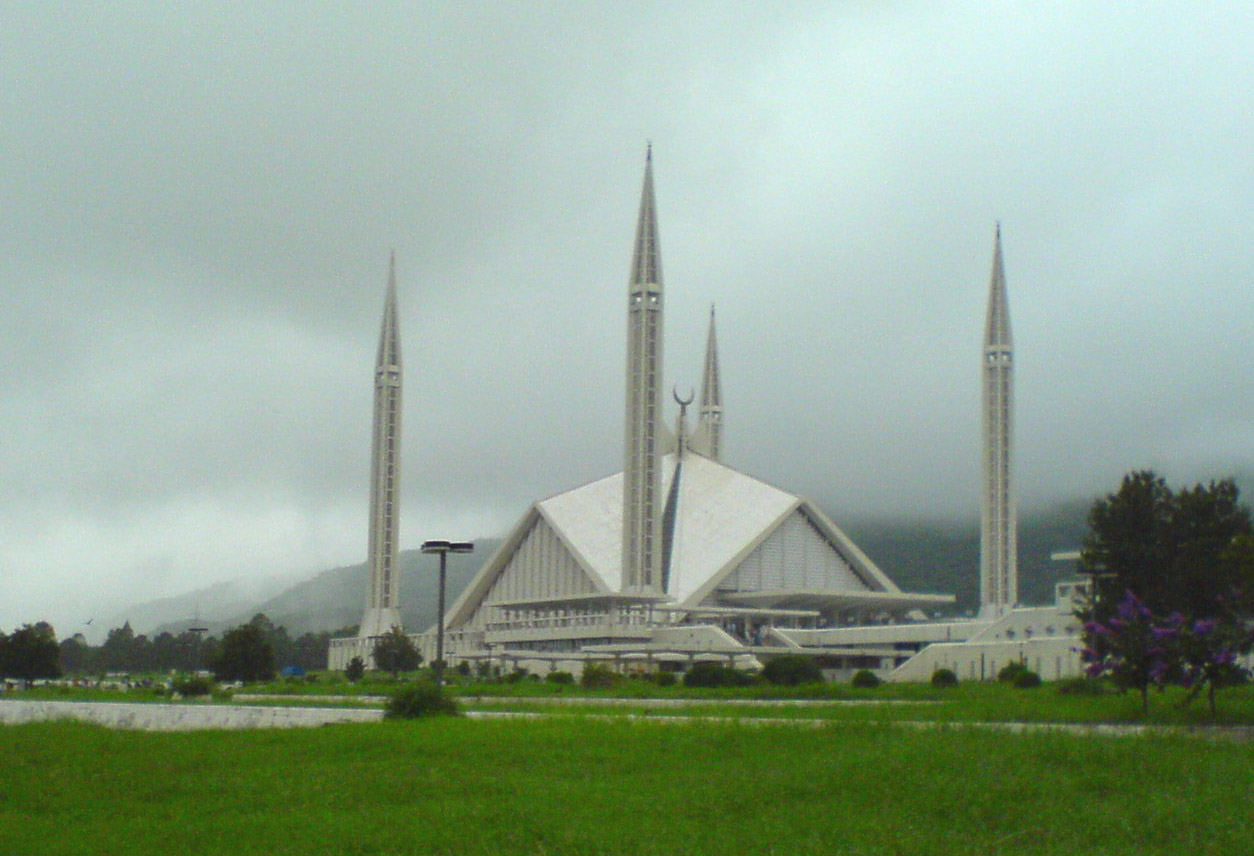
De Faisal moskee in Islamabad, Pakistan

Vedat Dalokay (Elazığ, 10 november 1927 - 21 maart 1991) was een beroemde Turkse architect en burgemeester van Ankara.
Vedat werd geboren in Elazığ, Turkije in 1927. Na zijn middelbare school ging hij Architectuur studeren aan de Technische Universiteit van Istanboel, waar hij in 1949 afstudeerde. Na zijn studie in Istanbul studeerde hij Urbanisme aan de Universiteit van Parijs waar hij in 1952 afstudeerde. Hij was een prijswinnende architect in Turkije en heeft ook in het buitenland projecten gedaan.
In 1957 won hij een prijsvraag voor een nieuwe moskee in Ankara, de Kocatepe-moskee. Zijn ontwerp was zo modern dat conservatieven met veel kritiek de bouw stop wisten te leggen en er een traditionele Ottomaanse moskee van wisten te maken. Zijn meest prestigieuze werk wordt in 1969 in een prijsvraag voor een nieuwe moskee in Islamabad, Pakistan gekozen uit een groep van 47 inzendingen. De Faisal moskee, gebouwd tussen 1976-86 is een gemodificeerde versie van het plan dat hij in 1957 maakte voor de moskee in Ankara.
In 1973 werd hij met 62% van de stemmen gekozen tot burgemeester van Ankara, een ambt dat hij tot 1977 vervulde.
- Bibliothèque nationale de France: cb13569075r (data)
- Gemeinsame Normdatei: 12001873X
- International Standard Name Identifier: 0000 0000 7837 7482
- Library of Congress Control Number: no95017865
- Nederlandse Thesaurus van Auteursnamen: 071691480
- RKD-Nederlands Instituut voor Kunstgeschiedenis: 300477
- SNAC: w6mb5m40
- Système universitaire de documentation: 052618366
- Virtual International Authority File: 79156487
- WorldCat: E39PBJgH9hgKGQWp743YVdHV4q